# Derby della Lanterna
Derby della Lanterna, também conhecido como Derby de Gênova é o clássico da cidade de Gênova, na Itália, envolvendo as equipes do Genoa CFC e UC Sampdoria.

## História
O derby é disputado desde 1902, ano da fundação da secção de futebol Andrea Doria, mas o pico de visibilidade a nível nacional deu-se entre o final da década de 90 e o início dos anos noventa, altura em que as duas equipas estavam à frente do campeonato do futebol italiano graças aos presidentes Paolo Mantovani e Aldo Spinelli.
A temporada 1957-1958 , em particular o ano civil de 1958, foi o único ano em que foram disputados quatro derbies, dois na liga e dois na Copa da Itália.
Desde a fundação da Sampdoria, ocorrida em 1946 a partir da fusão da Sampierdarenese com Andrea Doria, o derby sempre foi disputado no Estádio Luigi Ferraris, no distrito de Marassi. No entanto, na temporada 1994-1995 havia um grande risco de jogar o clássico de volta em campo neutro pela primeira vez, tendo em vista a desclassificação do time da casa o Genoa. O Estádio Renato Curi, em Perúgia, já havia sido designado como sede da partida, mas a CAF cancelou a desclassificação após o apelo do Genoa e a partida poderia ser disputada regularmente nas Ferraris. 
O Genoa jogou seu primeiro derby em 1902, vencendo. A Sampdoria jogou todos os seus clássicos contra o Genoa, vencendo também o primeiro, em 1946. Vale destacar que Andrea Doria e Sampierdarenese disputaram quatro clássicos da cidade nas temporadas de 1926-1927 e 1945-1946, com três sucessos do circulado e um empate. As duas equipes também se cruzaram na Série C durante a temporada 1931-1932.

## Estatísticas
|              | Partidas | Vitórias do Genoa | Empates | Vitórias da Sampdoria |
| Serie A      | 78       | 18                | 29      | 31                    |
| Serie B      | 16       | 5                 | 6       | 5                     |
| Coppa Italia | 13       | 3                 | 4       | 6                     |
| Total        | 107      | 26                | 39      | 42                    |